# Peter Schulz
Pour les articles homonymes, voir Schulz.
 (janvier 2018).
Si vous disposez d'ouvrages ou d'articles de référence ou si vous connaissez des sites web de qualité traitant du thème abordé ici, merci de compléter l'article en donnant les références utiles à sa vérifiabilité et en les liant à la section « Notes et références ».
Peter Schulz, né le 25 avril 1930 à Rostock et mort le 17 mai 2013 à Hambourg, est un homme politique allemand membre du Parti social-démocrate d'Allemagne (SPD).

## Biographie
Avocat diplômé de l'université de Hambourg, il est élu député au Bürgerschaft de Hambourg en 1961, à l'âge de 31 ans. Il devient en 1966 sénateur à la Justice, puis quatre ans après second bourgmestre et sénateur à l'Éducation.
Le 6 juin 1971, Peter Schulz est investi à 41 ans premier bourgmestre de Hambourg, en remplacement de Herbert Weichmann. Bien que le SPD bénéficie d'une solide majorité absolue, il reproduit la « coalition sociale-libérale » avec le FDP. Aux élections législatives locales du 3 mars 1974, le SPD chute de dix points et perd la majorité absolue qu'il avait acquise 17 ans plus tôt. Schulz se maintient au pouvoir après avoir confirmé son alliance avec le FDP.
Il démissionne finalement le 4 novembre suivant, au profit de Hans-Ulrich Klose. Toujours député, il est par deux fois président du Bürgerschaft, de 1978 à 1982, puis entre 1983 et 1986. Ne s'étant pas représenté aux élections locales, il quitte la vie politique à la fin de son mandat.